# Hive
Hive è un personaggio dei fumetti creato da Jonathan Hickman (testi) e Stefano Caselli (disegni), pubblicato dalla Marvel Comics. La sua prima apparizione avviene in Secret Warriors (vol. 1) n. 2 (maggio 2009).
Enorme e mostruosa creatura tentacolare simile a una piovra umanoide color rame, Hive è uno dei capi supremi dell'Hydra; creato in laboratorio per incarnare fisicamente l'ideale dell'organizzazione grazie alla fusione tra un agente innominato e un numero incalcolabile di parassiti geneticamente modificati. Il procedimento di fusione è andato molto al di là di quanto inizialmente pronosticato, generando un essere senziente, dotato di intelligenza collettiva e diverso sia dall'essere umano che dai parassiti originali.
Hive si esprime unicamente in una lingua sconosciuta simile ad una sorta di codice cifrato e comprensibile solo dagli altri membri del Consiglio dell'Hydra.

## Biografia del personaggio

### Origini
Sei anni prima del regno oscuro di Norman Osborn e della riorganizzazione dell'Hydra, presso un centro di reclutamento dell'organizzazione noto come "Ravendus", in Australia, una giovane recluta viene selezionata per un programma speciale che lo avrebbe reso capace di "realizzare ogni suo sogno" e aiutato l'HYDRA a cambiare il mondo; pur senza capire, il giovane accetta e viene dunque condotto a Gehenna, Nuova Zelanda, nella base sottomarina denominata "Alveare" (The Hive) in cui si svolgono esperimenti su particolari organismi e dove incontra il leggendario agente dell'Hydra chiamato Kraken, che gli comunica di volerlo aiutare a "diventare ciò che è destinato ad essere".
Spaesato e completamente nudo, il ragazzo viene introdotto in una stanza ricolma di organismi simili a uova che gli si attaccano addosso inglobandolo e cambiandone l'aspetto con un processo che parte dalla forma fisica fino alle funzioni corporali superiori, lasciando per ultimo il sistema nervoso e producendo ininterrottamente nel corpo ospite un dolore atroce volto a produrre l'adrenalina indispensabile per operare la trasformazione. Osservando l'adempimento del processo parassitale, Kraken spiega al barone Strucker i requisiti che lo hanno portato a selezionare proprio quella recluta: una scarsa quantità di globuli bianchi nel sangue (quindi poche probabilità di rigetto), un quoziente intellettivo intorno al 70 e un'attività cerebrale piuttosto bassa.
La fusione tra parassiti e ospite impiega anni per arrivare alle fasi finali dando infine origine a una creatura senziente chiamata "Hive" e tanto fedele all'HYDRA da divenire uno dei suoi capi supremi.

### Secret Warriors
Messo a capo di uno squadrone di uomini parassizzati, Hive gestisce diverse operazioni logistiche rimanendo principalmente dietro le quinte in una base operativa sul fondo del mare, non mancando tuttavia di partecipare alle riunioni generali dei capi supremi dell'Hydra e, occasionalmente, di seguirli in missione. Nel momento in cui l'organizzazione terroristica si allea con l'H.A.M.M.E.R. per iniziare una macchinosa e cruenta guerra segreta tra agenzie spionistiche contro Leviathan e gli uomini di Fury, Hive vi prende parte attivamente aiutando i compagni a assaltare la base H.A.M.M.E.R. denominata "Dock" al fine di incrementare il loro potere e dirigendosi successivamente a "Lungo Inverno" (Long Winter) per recuperare Viper e l'oggetto che avrebbe dovuto sottrarre al Clan Yashida ma, trovato solo il cadavere della donna, assassinata dalla nuova Madame Hydra (la contessa de la Fontaine), Hive infonde nel suo corpo parte dei suoi parassiti riportandola in vita in una nuova forma dotata di tentacoli.
Dopo la distruzione di Gehenna e il rapimento di Strucker a opera di Kraken (che si rivela essere Jake Fury in incognito) Hive diventa il leader di uno dei due schieramenti rimasti dell'Hydra ma viene fermato e apparentemente ucciso dalla Squadra Grigia capitanata dal figlio di Fury, Mikel, che in una missione suicida fa saltare in aria la sua base operativa e tutti i suoi agenti.

## Poteri e abilità
Hive, all'interno dell'Hydra, riveste sia il ruolo di leader che di agente sul campo, motivo per il quale oltre ad essere un grande esperto di spionaggio possiede fenomenali capacità di combattimento corpo a corpo, che combina con le sue doti di forza, velocità e resistenza sovrumane; pur dimostrando una sorta di identità individuale, Hive è in realtà formato da un contorto conglomerato di un numero incalcolabile di parassiti interconnessi da un'elevata intelligenza collettiva inoltre, non essendo una figura solida, risulta virtualmente invulnerabile ai danni fisici e fondamentalmente indistruttibile nonché capace di respirare sia in superficie che sott'acqua.
La principale caratteristica di Hive è la capacità di staccare i parassiti che lo costituiscono dal proprio corpo (rigenerandone immediatamente di nuovi) attaccandoli ad altri organismi viventi di modo da assumerne il controllo e trasformarli in protrazioni del proprio essere; tramite tale procedimento è anche in grado di rianimare i corpi dei morti, non è però del tutto chiaro quanto profondo sia il legame instaurato con gli individui resuscitati o quanta della loro identità mantengano.

## Altri media
Nella serie televisiva Agents of S.H.I.E.L.D., Hive è un antico e potente inumano capace di impossessarsi dei corpi dei defunti e tanto temuto da essere stato esiliato sul lontano pianeta "Maveth" (in ebraico: מוות, morte) tramite un portale; i suoi seguaci hanno tentato di riportarlo indietro per millenni fondando una società segreta che si è evoluta fino a diventare l'Hydra riuscendo infine a mandare uno dei loro migliori agenti, Grant Ward (Brett Dalton), a compiere una missione di recupero nel corso della quale rimane ucciso e viene posseduto dal parassita che, all'ultimo, attraversa il portale facendo ritorno sulla Terra con l'intento di tramutare l'intera razza umana in Inumani su cui imporre il proprio controllo, venendo però sconfitto dallo S.H.I.E.L.D. e fatto esplodere fuori dall'atmosfera terrestre.